# Đội tuyển bóng đá quốc gia Sint Maarten
Đội tuyển bóng đá quốc gia Sint Maarten là đội tuyển cấp quốc gia của Sint Maarten do Hiệp hội bóng đá Sint Maarten quản lý.

## Cúp Vàng CONCACAF
- 1991 - Không tham dự
- 1993 đến 1998 - Không vượt qua vòng loại
- 2000 - Bỏ cuộc
- 2002 đến 2003 - Không tham dự
- 2005 - Bỏ cuộc
- 2007 đến 2013 - Không tham dự
- 2015 đến 2023 - Không vượt qua vòng loại